# Илин-Дели
Или́н-Де́ли (также Илин-Дьэли, Илин-Диели) — река в Сунтарском улусе Якутии (Россия), правый приток Вилюя. Длина реки составляет 101 км (от истока Сергеляха — 215 км), площадь водосборного бассейна — 5960 км². 
Илин-Дели образуется слиянием рек Кененикян и Сергелях к северу от Приленского плато на высоте 140 м над уровнем моря. В верховьях течёт преимущественно на северо-запад, в среднем и нижнем течении — на север. Протекает в основном по лиственнично-сосновой тайге, местами русло заболочено. Река активно меандрирует. Впадает в Вилюй двумя рукавами в 753 км от его устья по правому берегу выше впадения Кемпендяя и ниже впадения Арга-Дели, на высоте менее 118 м над уровнем моря. Ширина в нижнем течении — 25 м при глубине 0,5 м, скорость течения в низовьях — 0,5 м/с. Населённых пунктов на реке нет.

## Основные притоки
Указаны поименованные притоки длиной 30 км и более
| Название  | Расстояние от устья | Длина | Положение |
| --------- | ------------------- | ----- | --------- |
| Делликян  | 71                  | 32    | левый     |
| Кененикян | 101                 | 89    | правый    |
| Сергелях  | 101                 | 114   | левый     |

## Данные водного реестра
По данным государственного водного реестра России и геоинформационной системы водохозяйственного районирования территории РФ, подготовленной Федеральным агентством водных ресурсов:
- Бассейновый округ — Ленский
- Речной бассейн — Лена
- Речной подбассейн — Вилюй
- Водохозяйственный участок — Вилюй от Вилюйской ГЭС до впадения реки Марха
- Код водного объекта — 18030800312117400015320